# Плавник
Плавник је острво у северном делу Јадранског мора у морском пролазу Средња врата између Крка и Цреса. Плавник је ненасељено острво, површине 8,64 km².